# Wagner Bazin WB/Saison 2025
Dieser Artikel beschreibt die Mannschaft und die Siege des Radsportteams Wagner Bazin WB in der Saison 2025.

## Mannschaft
| Teamkader 2025               | Teamkader 2025     | Teamkader 2025         | Teamkader 2025                        |
| Name                         | Geburtsdatum       | Land                   | Vorheriges Team                       |
| ---------------------------- | ------------------ | ---------------------- | ------------------------------------- |
| Jocelyn Baguelin             | 2. Mai 1999        | Frankreich             | Morbihan Adris Gwendal Oliveux (2024) |
| Pierre Barbier               | 25. September 1997 | Frankreich             | Philippe Wagner-Bazin (2024)          |
| Quentin Bezza                | 24. März 1998      | Frankreich             | Philippe Wagner-Bazin (2024)          |
| Luca De Meester              | 22. Januar 2000    | Belgien                | Bingoal WB Devo Team (2023)           |
| Floris De Tier               | 20. Januar 1992    | Belgien                | Alpecin-Deceuninck (2022)             |
| Ceriel Desal                 | 20. Oktober 1999   | Belgien                | EFC-L&R-Vulsteke (2021)               |
| Michiel Lambrecht            | 10. Februar 2003   | Belgien                | Bingoal WB Devo Team (2024)           |
| Louka Matthys                | 31. Dezember 1999  | Belgien                | CC Nogent-sur-Oise (2023)             |
| Johan Meens                  | 7. Juli 1999       | Belgien                | Bingoal WB Development (2021)         |
| Victor Papon                 | 25. Januar 2001    | Frankreich             | Paris Cycliste Olympique (2024)       |
| Davide Persico               | 1. April 2001      | Italien                | Colpack-Ballan (2023)                 |
| Tom Portsmouth               | 19. Dezember 2001  | Vereinigtes Königreich | Bingoal WB Devo Team (2023)           |
| Henri-François Renard-Haquin | 12. Dezember 2002  | Frankreich             | Club Cycliste d'Étupes (2024)         |
| Jens Reynders                | 25. Mai 1998       | Belgien                | Bingoal WB Devo Team (2024)           |
| Marco Tizza                  | 6. Februar 1992    | Italien                | Amore & Vita (2021)                   |
| Leander Van Hautegem         | 9. März 2003       | Belgien                | Soudal Quick-Step Devo Team (2024)    |
| Axandre Van Petegem          | 13. Januar 2002    | Belgien                | Lidl-Trek Future Racing (2024)        |
| Kenneth Van Rooy             | 8. Oktober 1993    | Belgien                | Sport Vlaanderen-Baloise (2022)       |
| Jelle Vermoote               | 29. August 2001    | Belgien                | Circus-Re Uz-Technord (2023)          |
| Giacomo Villa                | 29. Januar 2002    | Italien                | Biesse-Carrera (2023)                 |
| Loïc Vliegen                 | 20. Dezember 1993  | Belgien                | Intermarché-Circus-Wanty (2023)       |
| Sasha Weemaes                | 9. Februar 1998    | Belgien                | Human Powered Health (2023)           |
|                              |                    |                        |                                       |
| Quelle: ProCyclingStats      |                    |                        |                                       |

## Siege
| Siege    | Siege                                         | Siege                        | Siege  | Siege         | Siege |
| Datum    | Rennen                                        | Staat                        | Klasse | Sieger        |       |
| -------- | --------------------------------------------- | ---------------------------- | ------ | ------------- | ----- |
| 26. Jan. | Sharjah International Cycling Tour, 3. Etappe | Vereinigte Arabische Emirate | 2.2    | Quentin Bezza |       |

## UCI-Weltranglisten-Platzierungen
| UCI-Ranking | UCI-Ranking | UCI-Ranking | UCI-Ranking |
| Fahrer      | Fahrer      | Land        | Punkte      |
| ----------- | ----------- | ----------- | ----------- |